# Ioaniș
Ioaniș (węg. Körösjánosfalva) – wieś w Rumunii, w okręgu Bihor, w gminie Finiș. W 2011 roku liczyła 852 mieszkańców.